# Monongahela River
Der Monongahela River ([məˌnɑŋ.gəˈheɪ.lə]) ist ein 206 km langer Fluss auf dem Allegheny-Plateau im Norden West Virginias und Westen Pennsylvanias im Osten der Vereinigten Staaten. Örtlich ist er auch unter der Bezeichnung the Mon bekannt.
Er entsteht aus dem Zusammenfluss des 257 km langen Tygart Valley River und des 166 km langen West Fork River im Marion County, West Virginia und fließt von dort aus in nördlicher Richtung nach Pennsylvania.
In Pittsburgh entsteht aus dem Zusammenfluss von Monongahela River und Allegheny River der Ohio River, der dann in den Mississippi River mündet. Er entwässert ein Gebiet von 19.002 km².
Der Fluss ist auf seiner ganzen Länge schiffbar. Eine Wassertiefe von 9 Fuß (etwa 2,7 m) wird durch neun Schleusen und Wehre gehalten, um den Verkehr mit Leichtern zum Transport von Kohle zu ermöglichen.
In Pennsylvania münden zwei größere Zuflüsse ein. Die sind der Cheat River in Point Marion und der Youghiogheny River, der in McKeesport einmündet.
Die durchschnittliche Abflussmenge wird vom United States Geological Survey aus Pegeldaten abgeleitet. Sie beträgt rund 3 Kilometer oberhalb des Zusammenflusses mit dem Allegheny River 358 m³/s. Der Monongahela River ist damit hydrologisch ein Nebenfluss des Allegheny River, der 40 km oberhalb des Zusammenflusses eine Wasserführung von 559 m³/s hat und damit den Hauptquellfluss des Ohio darstellt.
Der Monongalia County ist latinisiert nach dem Monongahela benannt. Zwei Kriegsschiffe der United States Navy wurden nach dem Fluss USS Monongahela getauft.

## Geschichte
In der Sprache der Unami wurde der Fluss Mënaonkihëla (die „ausgehöhlten und abstürzenden Ufer“) genannt.
Das Tal des Flusses war Ort einer bekannten kleinen Schlacht in der Anfangszeit des Franzosen- und Indianerkrieges (der Schlacht am Monongahela). Dabei waren die Einheiten Briten und Kolonisten den Franzosen und deren verbündeten Indianern schwer unterlegen. Das Tal des Monongahela Valley war 1794 auch Schauplatz der Whiskey-Rebellion.
Der Monongahela wurde im 19. Jahrhundert stark von der Industrie genutzt. Viele Stahlwerke wurden an seinen Ufern gebaut, darunter die Werke in Homestead. Nach der Tötung mehrerer Arbeiter während des Homestead-Streiks von 1892 schrieb die Anarchistin Emma Goldman: „Worte hatten ihre Bedeutung verloren, angesichts des unschuldigen Blutes, das an den Ufern des Monongahela vergossen wurde.“
In der Nähe vom Homestead stürzte am 31. Januar 1956 ein B-25-Flugzeug auf dem Flug von der Nellis Air Force Base in Nevada zur Olmstead Air Force Base in Pennsylvania ab. Die sechsköpfige Besatzung überlebte zwar den Crash, aber zwei der Soldaten ertranken. Der genaue Hergang des Flugunfalles ist Gegenstand von verschiedenen Urban Legends und Verschwörungstheorien. Trotz der relativ niedrigen Wassertiefe wurde das Flugzeug nicht gefunden.

## Städte entlang des Flusses
Unter den Orten am Flusslauf sind:
| - Allenport, Pennsylvania - Belle Vernon, Pennsylvania - Braddock, Pennsylvania - Brownsville, Pennsylvania - California, Pennsylvania - Charleroi, Pennsylvania - Clairton, Pennsylvania - Coal Center, Pennsylvania - Donora, Pennsylvania - Dravosburg, Pennsylvania - Dunlevy, Pennsylvania - Duquesne, Pennsylvania - Elco, Pennsylvania - Elizabeth, Pennsylvania - Fairmont, West Virginia - Fayette City, Pennsylvania - Fredericktown-Millsboro, Pennsylvania - Glassport, Pennsylvania - Granville, West Virginia - Greensboro, Pennsylvania - Hiller, Pennsylvania - Homestead, Pennsylvania - McKeesport, Pennsylvania - Monessen, Pennsylvania | - Monongahela, Pennsylvania - Morgantown, West Virginia - Munhall, Pennsylvania - Nemacolin, Pennsylvania - New Eagle, Pennsylvania - Newell, Pennsylvania - North Braddock, Pennsylvania - North Charleroi, Pennsylvania - North Versailles, Pennsylvania - Pittsburgh, Pennsylvania - Point Marion, Pennsylvania - Port Vue, Pennsylvania - Rankin, Pennsylvania - Rivesville, West Virginia - Roscoe, Pennsylvania - Speers, Pennsylvania - Star City, West Virginia - Stockdale, Pennsylvania - West Brownsville, Pennsylvania - West Elizabeth, Pennsylvania - West Mifflin, Pennsylvania - Westover, West Virginia - Whitaker, Pennsylvania |

## Namensvarianten
Nach dem Geographic Names Information System hatte der Fluss eine Vielzahl von Namensvarianten:
| - Malangueulé - Manaungahela River - Me-nan-gi-hil-li - Meh-non-au-au-ge-hel-al - Mehmannaunringgehlau - Mehmannauwinggehla - Mo-hon-ga-ly River - Mo-hon-galy River - Mo-hon-gey-e-la River | - Mo-hong-gey-e-la River - Mohungahala River - Mohunghala River - Monaung River - Monaungahela River - Monna River - Monnyahela River - Monona River - Mononga River | - Monongahalia River - Monongahaly River - Monongaheley River - Monongahelia River - Monongalia River - Monongalo River - Mononguhela River - Mononyahela River - Muddy River |